# Сеньковское сельское поселение
Сеньковское се́льское поселе́ние — муниципальное образование в Глазуновском районе Орловской области Российской Федерации.
Административный центр — село Сеньково.

## История
Статус и границы сельского поселения установлены Законом Орловской области от 25 октября 2004 года № 431-ОЗ «О статусе, границах и административных центрах муниципальных образований на территории Глазуновского района Орловской области».

## Население
| 2010 | 2012 | 2013 | 2014 | 2015 | 2016 | 2017 |
| ---- | ---- | ---- | ---- | ---- | ---- | ---- |
| 627  | ↗635 | ↗657 | ↗660 | ↘638 | ↗646 | ↘632 |
| 2018 | 2019 | 2020 | 2021 | 2023 |      |      |
| ↘630 | ↘616 | ↘596 | ↘472 | ↘471 |      |      |

## Состав сельского поселения
| №  | Населённый пункт | Тип населённого пункта       | Население |
| -- | ---------------- | ---------------------------- | --------- |
| 1  | Александровка    | деревня                      | 37        |
| 2  | Дружевец         | хутор                        | 12        |
| 3  | Красная Горка    | посёлок                      | 6         |
| 4  | Малые Бобрики    | деревня                      | 40        |
| 5  | Новый Хутор      | деревня                      | 27        |
| 6  | Озерки           | деревня                      | 0         |
| 7  | Подлесная        | деревня                      | 17        |
| 8  | Прозоровский     | посёлок                      | 1         |
| 9  | Сеньково         | село, административный центр | ↘287      |
| 10 | Степная          | деревня                      | ↘185      |
| 11 | Тряс             | посёлок                      | 0         |
| 12 | Чермошное        | деревня                      | 15        |

## Достопримечательности
На территории поселения расположен памятник природы - исток реки Оки.